# Unione Sportiva Sanremese 1959-1960
Questa voce raccoglie le informazioni riguardanti l'Unione Sportiva Sanremese nelle competizioni ufficiali della stagione 1959-1960.

## Rosa
| N. |                   | Ruolo | Calciatore           |
| -- | ----------------- | ----- | -------------------- |
|    | Italia (bandiera) | D     | Felice Aloe          |
|    | Italia (bandiera) | C     | Umberto Amato        |
|    | Italia (bandiera) | P     | Lorenzo Badino       |
|    | Italia (bandiera) | C     | Francesco Barbarossa |
|    | Italia (bandiera) | D     | Bruno Barberi        |
|    | Italia (bandiera) |       | Bernasconi           |
|    | Italia (bandiera) | C     | Pietro Broccini      |
|    | Italia (bandiera) | D     | Paolo Cirri          |
|    | Italia (bandiera) | D     | Giancarlo De Marco   |
|    | Italia (bandiera) | P     | Emilio Drioli        |

| N. |                      | Ruolo | Calciatore          |
| -- | -------------------- | ----- | ------------------- |
|    | Italia (bandiera)    | D     | Giorgio Fogli       |
|    | Italia (bandiera)    | A     | Sergio Gaslini      |
|    | Italia (bandiera)    | D     | Paolo Gatti         |
|    | Italia (bandiera)    | C     | Annibale Gilardoni  |
|    | Italia (bandiera)    | C     | Alfredo Giorgi      |
|    | Italia (bandiera)    | A     | Marco Livio Novi    |
|    | Italia (bandiera)    | A     | Bruno Pesante       |
|    | Argentina (bandiera) | A     | Orlando Rao         |
|    | Italia (bandiera)    | C     | Francesco Stacchino |
|    | Italia (bandiera)    | C     | Ferruccio Tortorese |